# غلينفيل (نبراسكا)
غلينفيل (بالإنجليزية: Glenvil, Nebraska)‏ هي منطقة سكنية تقع في الولايات المتحدة في مقاطعة كلاي، نبراسكا. يقدر عدد سكانها بـ 310 نسمة ومساحتها 0.44 كم2 وترتفع عن سطح البحر 561 متر.

## التركيبة السكانية
قام مكتب تعداد الولايات المتحدة بتحديد بيانات التركيبة السكانية لغلينفيل في تعداد الولايات المتحدة. في ما يلي، التركيبة السكانية حسب تعدادي 2000 و2010.

### تعداد عام 2000
بلغ عدد سكان غلينفيل 332 نسمة بحسب تعداد عام 2000، وبلغ عدد الأسر 132 أسرة وعدد العائلات 97 عائلة مقيمة في القرية. في حين سجلت الكثافة السكانية 1,999.8 نسمة لكل ميل مربع (772.1/كم2). وبلغ عدد الوحدات السكنية 139 وحدة بمتوسط كثافة قدره 837.3 نسمة لكل ميل مربع (323.3/كم2).
وتوزع التركيب العرقي للقرية بنسبة 98.49% من البيض و 1.51% من الأمريكيين ذوي الأصول الآسيوية.
بلغ عدد الأسر 132 أسرة كانت نسبة 32.6% منها لديها أطفال تحت سن الثامنة عشر تعيش معهم، وبلغت نسبة الأزواج القاطنين مع بعضهم البعض 63.6% من أصل المجموع الكلي للأسر، ونسبة 6.8% من الأسر كان لديها معيلات من الإناث دون وجود شريك، وكانت نسبة 25.8% من غير العائلات. تألفت نسبة 22.0% من أصل جميع الأسر من أفراد ونسبة 9.1% كانوا يعيش معهم شخص وحيد يبلغ من العمر 65 عاماً فما فوق. وبلغ متوسط حجم الأسرة المعيشية 2.89، أما متوسط حجم العائلات فبلغ 2.52.
بلغ العمر الوسطي للسكان 35 عاماً. وكانت نسبة 26.5% من القاطنين تحت سن الثامنة عشر، وكانت نسبة 9.3% بين الثامنة عشر والأربعة وعشرون عاماً، ونسبة 27.4% كانت واقعةً في الفئة العمرية ما بين الخامسة والعشرون حتى والأربعة وأربعون عاماً، ونسبة 21.4% كانت ما بين الخامسة والأربعون حتى الرابعة والستون، ونسبة 15.4% كانت ضمن فئة الخامسة والستون عاماً فما فوق. يوجد لكل 100 أنثى 103.7 ذكر، ويوجد لكل 100 أنثى في الثامنة عشر من عمرها فما فوق 112.2 ذكر.
بلغ متوسط دخل الأسرة في القرية 36,875 دولار، أما متوسط دخل العائلة فبلغ 39,625 دولار. وكان متوسط دخل الذكور 26,417 دولار مقابل 15,938 دولار للإناث. وسجل دخل الفرد الخاص بالقرية 18,532 دولار. وكانت نسبة 1.8% من العائلات ونسبة 1.9% من السكان تحت خط الفقر،

### تعداد عام 2010
بلغ عدد سكان غلينفيل 310 نسمة بحسب تعداد عام 2010، وبلغ عدد الأسر 125 أسرة وعدد العائلات 83 عائلة مقيمة في القرية. في حين سجلت الكثافة السكانية 1,823.5 نسمة لكل ميل مربع (704.1/كم2). وبلغ عدد الوحدات السكنية 137 وحدة بمتوسط كثافة قدره 805.9 لكل ميل مربع (311.2/كم2).
وتوزع التركيب العرقي للقرية بنسبة 92.9% من البيض و 0.6% من الأمريكيين الأصليين و 1.6% من الأمريكيين الأفارقة و 2.9% من عرقين مختلطين أو أكثر.
بلغ عدد الأسر 125 أسرة كانت نسبة 35.2% منها لديها أطفال تحت سن الثامنة عشر تعيش معهم، وبلغت نسبة الأزواج القاطنين مع بعضهم البعض 49.6% من أصل المجموع الكلي للأسر، ونسبة 11.2% من الأسر كان لديها معيلات من الإناث دون وجود شريك، بينما كانت نسبة 5.6% من الأسر لديها معيلون من الذكور دون وجود شريكة وكانت نسبة 33.6% من غير العائلات. تألفت نسبة 28.0% من أصل جميع الأسر من أفراد ونسبة 10.4% كانوا يعيش معهم شخص وحيد يبلغ من العمر 65 عاماً فما فوق. وبلغ متوسط حجم الأسرة المعيشية 3.06، أما متوسط حجم العائلات فبلغ 2.48.
بلغ العمر الوسطي للسكان 38 عاماً. وكانت نسبة 28.1% من القاطنين تحت سن الثامنة عشر، وكانت نسبة 6.7% بين الثامنة عشر والأربعة وعشرون عاماً، ونسبة 23.6% كانت واقعةً في الفئة العمرية ما بين الخامسة والعشرون حتى والأربعة وأربعون عاماً، ونسبة 26.2% كانت ما بين الخامسة والأربعون حتى الرابعة والستون، ونسبة 15.5% كانت ضمن فئة الخامسة والستون عاماً فما فوق. وتوزع التركيب الجنسي للسكان بنسبة 49.7% ذكور و50.3% إناث.